# Liste der Monuments historiques in Saint-Sauveur-d’Aunis
Die Liste der Monuments historiques in Saint-Sauveur-d’Aunis führt die Monuments historiques in der französischen Gemeinde Saint-Sauveur-d’Aunis auf.

## Liste der Bauwerke
| Bezeichnung       | Beschreibung                  | Standort | Kennzeichnung | Schutzstatus | Datum | Bild           |
| ----------------- | ----------------------------- | -------- | ------------- | ------------ | ----- | -------------- |
| Kirche St-Sauveur | Erbaut im 11./12. Jahrhundert | (Lage)   | PA00105231    | Inscrit      | 1925  | weitere Bilder |

## Liste der Objekte

### Kirche St-Sauveur
| Bezeichnung        | Beschreibung                                                                                              | Standort | Kennzeichnung | Schutzstatus | Datum | Bild |
| ------------------ | --- | -------- | ------------- | ------------ | ----- | ---- |
| Chasublier         | Schrank zur Aufbewahrung der Kaseln; Holz, 19. Jahrhundert                                                | (Lage)   | PM17002054    | Inscrit      | 2004  |      |
| Kreuzweg           | 14 Gemälde mit Rahmen; Öl auf Leinwand und Holz, 19. Jahrhundert                                          | (Lage)   | PM17002055    | Inscrit      | 2004  |      |
| Monument aux morts | Kriegergedächstnis für die Toten des Ersten Weltkriegs; Stein und Bronze, um 1920, von Charles Desvergnes | (Lage)   | PM17002053    | Inscrit      | 2004  |      |